# Raclette (formaggio)
Il raclette (pron. /ʁaˈklɛt/) è un formaggio svizzero ottenuto da latte vaccino, salato e a pasta semidura, ad alta proprietà fondente, occhiatura scarsa di medie dimensioni, gusto delicato ma saporito. È noto soprattutto per l'utilizzo nell'omonimo piatto.
È consumato dopo 2-3 mesi di stagionatura. Ne esistono varietà affumicate, oppure aromatizzate con pepe, vino bianco o erbe aromatiche.
Originario del Vallese, viene prodotto anche in Savoia, Franca Contea e Bretagna. Al di fuori d'Europa, è prodotto anche in Québec (Canada), in Australia e a Hokkaidō (Giappone).
Viene prodotto in tipiche forme rotonde di basso cilindro, dal peso di circa 6 kg.